# Empoasca denaria
Empoasca denaria är en insektsart som beskrevs av Van Duzee 1930. Empoasca denaria ingår i släktet Empoasca och familjen dvärgstritar.
Artens utbredningsområde är Kalifornien. Inga underarter finns listade i Catalogue of Life.